# Le Fils (film, 1973)
Pour plus de détails, voir Fiche technique et Distribution.
Le Fils est un film français réalisé par Pierre Granier-Deferre, sorti en 1973.

## Synopsis
Ange Orahona, caïd émigré aux États-Unis, revient en Corse au chevet de sa mère mourante. Il retrouve Maria, son amour de jeunesse, qui depuis a épousé son frère Baptiste. Il découvre aussi que la mort de son père alias le loup blanc, prétendument accidentelle, ne l'est pas.

## Fiche technique
- Réalisateur : Pierre Granier-Deferre
- Scénario : Pierre Granier-Deferre et Henri Graziani
- Photographie : Andréas Winding
- Assistant réalisateur : Philippe Lefebvre
- Musique : Philippe Sarde
- Son : Jean Labussière
- Décors : Jacques Saulnier
- Montage : Jean Ravel
- Durée : 100 min
- Genre : drame
- Pays de production :  France
- Date de sortie :
  - France : 22 février 1973

## Distribution
- Yves Montand : Ange Orahona
- Lea Massari : Maria
- Marcel Bozzuffi : le promoteur
- Germaine Delbat : la mère
- Frédéric de Pasquale : Baptiste, le frère, et le mari de Maria
- Henri Nassiet : l'instituteur
- Yvon Lec : le Père Joseph
- Michel Peyrelon : le fils du Père Joseph
- Tony Taffin : le menuisier
- Dominique Zardi : Laurent, le clochard
- Susan Hampshire : l'Américaine
- Paul Amiot : le docteur
- Philippe Paulino  : Coco
- Hubert Gignoux
- Pierre Londiche : le deuxième truand
- Monique Tarbès : la serveuse du café où le promoteur trouve Ange en train de lire le journal nice-matin
- Alice Reichen